# Izland a 2014. évi téli olimpiai játékokon
Izland az oroszországi Szocsiban megrendezett 2014. évi téli olimpiai játékok egyik részt vevő nemzete volt. Az országot az olimpián 2 sportágban 5 sportoló képviselte, akik érmet nem szereztek.

## Alpesisí
Férfi
| Versenyző           | Versenyszám      | 1. futam | 1. futam | 2. futam      | 2. futam      | Összesítés | Összesítés |
| Versenyző           | Versenyszám      | Idő      | Hely.    | Idő           | Hely.         | Idő        | Helyezés   |
| ------------------- | ---------------- | -------- | -------- | ------------- | ------------- | ---------- | ---------- |
| Einar Kristgeirsson | Műlesiklás       | 54,04    | 49.      | nem ért célba | nem ért célba | kiesett    | kiesett    |
| Einar Kristgeirsson | Óriás-műlesiklás | 1:32,90  | 63.      | 1:32,55       | 54.           | 3:05,45    | 56.        |
| Brynjar Guðmundsson | Műlesiklás       | 56,85    | 62.      | 1:07,72       | 37.           | 2:04,57    | 36.        |
| Brynjar Guðmundsson | Óriás-műlesiklás | 1:33,58  | 65.      | 1:36,03       | 61.           | 3:09,61    | 59.        |

Női
| Versenyző                   | Versenyszám            | 1. futam | 1. futam | 2. futam | 2. futam | Összesítés | Összesítés |
| Versenyző                   | Versenyszám            | Idő      | Hely.    | Idő      | Hely.    | Idő        | Helyezés   |
| --------------------------- | ---------------------- | -------- | -------- | -------- | -------- | ---------- | ---------- |
| Erla Ásgeirsdóttir          | Műlesiklás             | 1:03,55  | 45.      | 1:01,53  | 36.      | 2:05,08    | 36.        |
| Erla Ásgeirsdóttir          | Óriás-műlesiklás       | 1:30,15  | 57.      | 1:31,51  | 54.      | 3:01,66    | 52.        |
| Helga María Vilhjálmsdóttir | Műlesiklás             | 1:02,69  | 43.      | 1:00,53  | 34.      | 2:03,22    | 34.        |
| Helga María Vilhjálmsdóttir | Óriás-műlesiklás       | 1:26,39  | 51.      | 1:25,52  | 46.      | 2:51,91    | 46.        |
| Helga María Vilhjálmsdóttir | Szuperóriás-műlesiklás |          |          |          |          | 1:33,42    | 29.        |

## Sífutás
Férfi
| Versenyző       | Versenyszám | Selejtező | Selejtező | Negyeddöntő | Negyeddöntő | Elődöntő | Elődöntő | Döntő   | Döntő    |
| Versenyző       | Versenyszám | Idő       | Hely.     | Idő         | Hely.       | Idő      | Hely.    | Idő     | Helyezés |
| --------------- | ----------- | --------- | --------- | ----------- | ----------- | -------- | -------- | ------- | -------- |
| Sævar Birgisson | 15 km       |           |           |             |             |          |          | 45:44,2 | 74.      |
| Sævar Birgisson | Sprint      | 3:59,50   | 72.       | kiesett     | kiesett     | kiesett  | kiesett  | kiesett | 72.      |